# Psychoda oculifera
Psychoda oculifera és una espècie d'insecte dípter pertanyent a la família dels psicòdids.

## Descripció
- La femella fa 0,82 mm de llargària a les antenes (1,02 en el cas del mascle), mentre que les ales li mesuren 1,37-1,55 de longitud (1,50 en el mascle) i 0,57-0,62 d'amplada (0,65 en el mascle).
- Les antenes presenten 15 segments.[2]

## Distribució geogràfica
Es troba a Indonèsia: Papua Occidental.